# Irati (película)
Irati es una película española de 2022 de fantasía, aventuras y drama escrita y dirigida por Paul Urkijo Alijo, libremente inspirada en la novela gráfica El ciclo de Irati de J. Muñoz Otaegui y Juan Luis Landa. Está protagonizada por Eneko Sagardoy, Edurne Azkarate, Itziar Ituño, Iñigo Aranbarri, Elena Uriz, Kepa Errasti, Ramón Agirre Lasarte, Nagore Aranburu, Iñaki Beraetxe, Josu Eguskiza y Unax Hayden. Se estrenó por primera vez en el Festival de Cine de Sitges el 9 de octubre de 2022, donde ganó el Premio del Público, y se estrenó en cines españoles el 24 de febrero de 2023 de la mano de Filmax.

## Trama
Siglo VIII. El cristianismo se extiende por Europa mientras las creencias paganas desaparecen. Ante el ataque del ejército de Carlomagno atravesando los Pirineos, el líder del valle pide ayuda a una diosa ancestral. Mediante un pacto de sangre, derrota al enemigo dando su vida a cambio, pero antes, hace prometer a su hijo Eneko que protegerá y liderará a su pueblo en la nueva era. Años más tarde, Eneko afronta esa promesa con una misión: recuperar el cuerpo de su padre enterrado de forma pagana junto al tesoro de Carlomagno. Pese a su fe cristiana, necesitará la ayuda de Irati, una enigmática pagana de la zona. Los dos jóvenes se adentrarán en un extraño e inhóspito bosque donde “todo lo que tiene nombre existe”.

## Reparto
- Eneko Sagardoy como Eneko Aritza
- Edurne Azkarate como Irati
- Itziar Ituño como Mari
- Iñigo Aranbarri
- Elena Uriz como Luxa
- Kepa Errasti como Belasko
- Ramón Agirre Lasarte como Virila
- Nagore Aranburu como Oneka
- Iñaki Beraetxe
- Josu Eguskiza como Odon
- Unax Hayden como Eneko Niño
- Iñigo Pimoulier como tocador de cuerno
- Karlos Arguiñano

## Producción
Según el director y guionista, Paul Urkijo Alijo, la producción de Irati tardó cinco años en levantarse. El rodaje comenzó en septiembre de 2021 y duró ocho semanas, teniendo lugar en diferentes localizaciones de Álava, Guipúzcoa, Vizcaya, Navarra y Huesca. El presupuesto de la película es de 4.3 millones de euros, incluyendo el máximo importe de 1.2 millones de euros en las ayudas del Ministerio de Cultura.

## Lanzamiento
Irati se estrenó en el Festival de Cine de Sitges el 9 de octubre de 2022. En un principio, la película se iba a estrenar en cines con distribución de Filmax el 18 de noviembre de 2022; sin embargo, fue retrasada hasta el 24 de febrero de 2023.

## Recepción

### Taquilla
Irati se estrenó en 112 cines, coincidiendo principalmente con los estrenos de Missing, Momias, Terrifier 2 y Till, el crimen que lo cambió todo, entre otras cintas. En su primer día, la película debutó en el sexto puesto. Aunque en un principio se proyectó que iba a debutar con 140.000 euros, la película debutó en el séptimo puesto con 204.000 euros en 112 cines y un promedio por copia de 1.848 euros, siendo éste el tercer mejor del Top 20 de la taquilla.

### Crítica
Irati ha recibido críticas muy positivas por parte de los críticos. Raquel Hernández Luján le dio a la película un 85 de 100, elogiando el "equipo técnico de renombre" y alegando que "consigue imágenes imposibles [...] con una imaginería visual desbordante y sin perder nunca un sello estético muy particular", concluyendo que es "una película contundente, fiel a sí misma y a lo que pretende, honesta y artesanal". Arturo Tena de Cine con Ñ sugirió que "sin llegar a la gran aventura épica y de batalla de sables que quizá el hype festivalero ha hecho parecer", la película "es capaz de abrir una ventana a la imaginación" y elogió su "atinado" conflicto "entre la vida de los hombres y la vida de la tierra" y su ambiente natural, según él, "filmado con un preciosismo de cuento", declarando que "más es simplemente más gracias [...] a un gran trabajo artístico en diferentes departamentos" y que, a pesar de su presupuesto de 4.3 millones de euros, "la trampa y el cartón [...] se nota tan poco que parece que estamos viendo una producción de decenas de millones de euros", concluyendo su crítica declarando a Irati como "una buena película que pasará a la historia del cine español por haber estirado las posibilidades de nuestro fantástico". Juan Zapater de Noticias de Gipuzkoa se refirió a Irati como "un caso radical de autenticidad creativa" y declaró que todos los aspectos de la expresión cinematográfica de la película "desprenden entusiasmo, calidad, y una insólita y armónica capacidad de aportar", además de elogiar el relato de Paul Urkijo Alijo, "donde el rigor histórico se funde con la imaginación fabuladora", concluyendo que su juego narrativo "ha empezado a crecer de manera prodigiosa" y que Irati es "una película ante la que solo cabe dejarse llevar por sus múltiples capas". Iker Casado de Soy de Cine le dio a la película cinco estrellas de cinco, escribiendo que, a pesar de reconocer su estructura, ésta "funciona a las mil maravillas, y le da tantas posibilidades a la historia que la hace original y fresca" y de elogiar a sus protagonistas "sólidos", además de hablar también de sus efectos visuales, su fotografía, sus localizaciones y el manejo de Urkijo de los recursos a su disposición, concluyendo que es "una película llena de aventuras épicas, visualmente atrayente y completa, con unos temas accesibles y trasladados con el propio desarrollo de la ficción".
Furanu de Moviementarios, destacó que, a pesar de que "la épica, la odisea, la idiosincrasia, pueden recordar [...] El anillo del nibelungo o La princesa Mononoke" la película "tiene su propia personalidad", destacando, además, su "potencia visual muy evocadora", su "cuidada fotografía" y su "documentación [...] sobre todo en cuanto a la mitología y al euskera de la época". Por su parte, Alicia Rambla de El antepenúltimo mohicano le dio a la película tres estrellas de cinco, describiéndola como "una producción épica local, algo no muy común en territorio español" y que "luce como una gran producción sin serlo", declarando su gran hallazgo como "una pequeña historia de amor, hija del «amor cortés» medieval" y destacando que "es cuando la película parece adentrarse en todo ese bosque de conceptos cuando más se aleja de ellos" y que "lo que contiene es más importante que cómo lo dice, ya que en sí podría ser un documento historiográfico [...] siguiendo la tradición juglar para traspasar el conocimiento a las generaciones venideras con tal de que no se pierda la historia por el camino". Oti Rodríguez Marchante de ABC le dio a la película tres estrellas de cinco, describiendo la empresa de Urkijo como "arriesgada", pero que "sale victorioso por lo atractivo de su aventura y de sus personajes" y que historia está "llena de potencia, imaginación visual y sentido histórico", concluyendo que es "muy interesante ver la película, tan esforzada y distinta, y lo que la rodea". Fausto Fernández de Fotogramas le dio a la película cuatro estrellas de cinco, declarándola como "el producto, ambicioso en una industria como la española que suele frenar la ambición, de ese chaval que creía firmemente en la fantasía y en la aventura [...] como la mejor manera de entender qué somos, de dónde venimos y hacia dónde vamos" y diciendo que Urkijo "se ha convertido en un director enorme en [...] su segundo trabajo" y que "es ver cómo ha resuelto la espectacular escena de la batalla y que a uno [...] se le aparezca el Orson Welles de Campanadas a medianoche".
Un redactor de El Blog de Cine Español le dio un 8 e 10 y declaró que, en Irati, Urkijo "demuestra más madurez, tanto a nivel de producción como de dirección", además de elogiar el trabajo de fotografía, dirección de arte, vestuario, efectos especiales y maquillaje, describiéndolo como "tan redondo que no verlo[s] nominado[s] en los Goya sería toda una sorpresa" y concluyendo que "cuando los productores de potentes cinematografías como la norteamericana, inglesa y francesa vean Irati y consulten que su presupuesto fue solo de 4,3 millones de euros, dirán que es imposible toda la magia que han visto en pantalla". Júlia Olmo de Cineuropa elogió el "atrevimiento [de la película] y su modo de resolver ese riesgo" y declaró que "el trabajo de fotografía [...] es uno de los aspectos más deslumbrantes de la película" y que "todo cuanto acompaña a la puesta en escena de esta propuesta también consigue estar a su altura"; también elogió el guion diciendo que "alcanza una de las grandes virtudes de la ficción: a partir de lo propio, llegar a lo universal", concluyendo que "logra ser una película de aventuras (también una historia de amor) tan arriesgada como emocionante". Andrés Arconada de Libertad Digital describió a Irati como "una grandísima película fantástica que está rodada en escenarios naturales no haciendo un uso desmedido del croma" y que las leyendas sobre las que gira la película "[la] hace[n] realmente interesante", además de elogiar las interpretaciones, la fotografía y la música, concluyendo que es "una de las grandes películas españolas que se van a estrenar este 2023".
Sin embargo, no todas las críticas que Irati ha recibido han sido del todo positivas. Chechu de Los Lunes Seriéfilos fue más mixto en su crítica, explicando que su personalidad es "de una fuerza arrolladora" y destacó cómo, a pesar de su presupuesto limitado, Urkijo "se las apaña para conseguir que cada céntimo (y más) invertido en ella sea visto en pantalla" y que "está todo hecho con una gran dosis de realismo", además de destacar unos "efectos especiales más que dignos"; sin embargo, acusó a la película de fracasar "en su capacidad por transmitir algo" y sus ideas "no tardan en redundar y se hacen eternas durante sus casi dos horas", además de declarar que, a nivel de guion, "no es capaz de construir unos personajes potentes [...] y tampoco es capaz de construir una estructura que no divague de un lado a otro", concluyendo que "sus fallos y sus virtudes pertenecen a dos ámbitos totalmente distintos". Wanchope de El Séptimo Arte le dio a la película un 5.5 de 10, citando que "a pesar de sus loables esfuerzos, se le nota la falta de recursos, ingenio o dinero que puedan darle una mayor amplitud" y que su relato es "más constante pero a la vez más monótono", concluyendo que es "un drama de capa y espada un poco de andar por casa,  [...] diluyéndose en su insistente gravedad monocorde, su hieratismo narrativo y su maniqueísmo tan reduccionista". José María Aresté de deCine21.com fue más crítico con la película, dándole un 4 de 10, delcarando que tiene a su favor "el enorme esfuerzo de producción para recrear el Medievo, la hermosa fotografía de los bosques del valle de Irati con colores otoñales, y de las cuevas e interiores iluminados por antorchas, más la primitiva música coral", pero que su historia es "terriblemente cansina, con personajes de poca garra y poco definidos, que se desenvuelve en un mundo que ofrece un batiburrillo de cristianismo, paganismo, sarracenos, brujería, feminismo y ecología", concluyendo que es "una esplendida nadería, nostálgica de no se sabe qué, vistosa pero hueca". Carlos Giacomelli de La casa de los horrores le dio a la película dos estrellas de cinco, declarando que, a pesar de su "cuidadísimo apartado formal", consumió las dos horas de Irati con "apatía sentimental" y que la película "sólo tiene una directriz con la que se obsesiona: la solemnidad", comparándola de forma desfavorable con El hombre del norte y cuestionando las comparaciones con El señor de los anillos como "otro flaco favor para Urkijo", concluyendo que "la realidad es que, lejos de los fuegos artificiales y de jolgorios festivaleros, Irati es una película que quiere pero no puede".

### Premios y nominaciones
| Año  | Premio                          | Categoría                  | Recipientes                                                                                            | Resultado | Referencias |
| ---- | ------------------------------- | -------------------------- | --- | --------- | ----------- |
| 2022 | Festival de Cine de Sitges 2022 | Mejor Película             | Irati                                                                                                  | Nominado  | [ 32 ]      |
| 2022 | Festival de Cine de Sitges 2022 | Premio del Público         | Irati                                                                                                  | Ganador   | [ 33 ]      |
| 2022 | Festival de Cine de Sitges 2022 | Mejores Efectos Especiales | Jon Serrano y David Heras                                                                              | Ganador   | [ 32 ]      |
| 2023 | Premios Goya 2023               | Mejor Guion Adaptado       | Paul Urkijo Alijo                                                                                      | Nominado  | [ 34 ]      |
| 2023 | Premios Goya 2023               | Mejor Música original      | Aránzazu Calleja y Maite Arroitajauregi "Mursego"                                                      | Nominado  | [ 34 ]      |
| 2023 | Premios Goya 2023               | Mejor Canción Original     | "Izena duena bada", compuesta por Aránzazu Calleja, Maite Arroitajauregi "Mursego" y Paul Urkijo Alijo | Nominado  | [ 34 ]      |
| 2023 | Premios Goya 2023               | Mejor Diseño de Vestuario  | Nerea Torrijos                                                                                         | Nominado  | [ 34 ]      |
| 2023 | Premios Goya 2023               | Mejores Efectos Especiales | Jon Serrano y David Heras                                                                              | Nominado  | [ 34 ]      |